# Luis de la Fuente
Luis de la Fuente Castillo (n. 21 iunie 1961, Haro, La Rioja, Spania) este un antrenor de fotbal spaniol și fost jucător profesionist care a jucat ca fundaș stânga. Este actualul antrenor al echipei naționale de fotbal a Spaniei.
A adunat în La Liga un total de 254 de meciuri și șase goluri în 13 sezoane, cu Athletic Bilbao și Sevilla, câștigând două titluri de ligă cu primul, inclusiv o dublă cu Copa del Rey în 1984.
De la Fuente a început să lucreze în echipele de tineret spaniole în 2013, conducând echipa sub 19 ani la victorie în Campionatul European din 2015 și echipa sub 21 de ani la echivalentul din 2019. A condus echipa olimpică până la medalia de argint la jocurile din 2020 și a preluat conducerea la seniori în 2022, câștigând Euro 2024 și Liga Națiunilor 2023.

## Cariera de jucător
Născut la Haro, La Rioja, de la Fuente a absolvit sistemul de tineret al lui Athletic Bilbao și a debutat la seniori cu rezervele în 1978, în Segunda División B. La 8 martie 1981, și-a făcut debutul cu prima echipă și în La Liga, intrând de pe bancă în a doua repriză într-un egal 0-0 în deplasare împotriva lui Valencia.
De la Fuente a fost promovat în echipa principală în vara lui 1982. A marcat primul său gol profesionist pe 26 martie 1983, în victoria cu 4-0 pe teren propriu cu Celta.
În iulie 1987, de la Fuente a semnat pentru un alt club de top Sevilla, și a continuat să apară în mod regulat în următoarele sezoane în apărare sau ca extremă stânga. În 1991, sa întors la Athletic pentru o sumă de 20 de milioane de pesetas, jucând rareori sub mandatul lui Jupp Heynckes, care a sosit un an mai târziu.
De la Fuente s-a alăturat lui Alavés în 1993, pe când echipa evolua în a treia divizie. După un sezon, s-a retras la vârsta de 33 de ani.

## Cariera de antrenor

### Primii ani
Prima slujbă managerială a lui De la Fuente a fost la Portugalete, în ligile regionale. În vara anului 2000, a fost numit antrenor la clubul Aurrerá de Vitoria, din Segunda División B, dar a fost demis în martie a anului următor, în ciuda locului șapte în clasament.
După o perioadă înapoi la Sevilla (academie), de la Fuente a revenit la Athletic. Inițial ca antrenor al tinerilor și al rezervelor, a acționat și ca delegat de meci timp de doi ani, înainte de a reveni la atribuțiile anterioare.
La 13 iulie 2011, de la Fuente a fost numit antrenorul lui Alavés, fiind demis pe 17 octombrie.

### Echipele de tineret a Spaniei
La 5 mai 2013, de la Fuente a fost ales să conducă echipa sub 19 ani a Spaniei, care a câștigat Campionatul European UEFA 2015 din Grecia. A devenit antrenor al echipei sub 21 de ani în iulie 2018, după ce Albert Celades a demisionat. Prima sa competiție a fost Campionatul European 2019 din Italia, cucerit după înfrângerea cu 1-0 a Germaniei la Udine.
Pe 8 iunie 2021, de la Fuente și echipa sa au intrat în calitate de echipa de seniori a Spaniei pentru un amical împotriva Lituaniei, după ce echipa menționată mai sus a intrat în izolare când Sergio Busquets a fost testat pozitiv pentru COVID-19. Au câștigat cu 4–0 la Leganés.
De la Fuente a fost, de asemenea, a condus echipa olimpică a Spaniei la Jocurile Olimpice amânate din 2020 de la Tokyo. Echipa sa a câștigat medalia de argint, pierzând cu 2–1 finala împotriva Braziliei.

### Echipa națională a Spaniei
La 8 decembrie 2022, de la Fuente a fost numit antrenor principal al echipei de seniori, deoarece Luis Enrique și-a dat demisia în urma unei eliminări la loviturile de departajare din optimile de finală la Cupa Mondială din 2022 împotriva Marocului. A fost prezentat oficial patru zile mai târziu, cu un contract valabil până la UEFA Euro 2024 cu opțiune de prelungire.
De la Fuente a câștigat cu 3-0 într-un meci de calificare la Euro pe teren propriu cu Norvegia, în primul său meci, pe 25 martie 2023, cu două goluri marcate de Joselu, debutantul în vârstă de 32 de ani. A condus țara la victorie în Liga Națiunilor UEFA 2022–23 (o premieră), învingând Croația cu 5–4 la loviturile de departajare în urma unei remize 0–0 la Rotterdam.
Spania a terminat faza grupelor de la Euro 2024 pe primul loc, marcând cinci goluri și nu încasând niciunul. Echipa lui De la Fuente a câștigat trofeul la Berlin cu șapte victorii în tot atâtea meciuri, învingând Anglia cu 2–1 în finală.

## Stilul de antrenat
Datorită experienței sale cu echipele de tineret, lui de la Fuente îi plăcea să lucreze cu jucători tineri familiarizați cu el și nu cu întreținere ridicată. Mikel Merino și Mikel Oyarzabal au câștigat titlul la Campionatul European sub 21 de ani în timpul mandatului său, iar mai târziu au reprezentat naționala de seniori cu același antrenor. Și-a explicat filozofia afirmând că „vin dintr-un mediu de bază. Angajamentul nostru, față de oamenii în care avem încredere în sistemul de tineret, nu este o ipostază, este o convingere”.
Spania obișnuieste să domine posesia cu de la Fuente ca antrenor, începând de asemenea să folosească un atacant central mai tradițional și livrând mai multe centre în careu.

## Palmares

### Ca jucător
Athletic Bilbao
- La Liga : 1982–83, 1983–84[33]
- Copa del Rey : 1983–84[33]
- Supercopa de España : 1984 (acordată automat după câștigarea dublei)[34]

### Ca antrenor
Spania Sub-19
- Campionatul European UEFA sub 19: 2015[18]

Spania Sub-21
- Campionatul European UEFA sub-21: 2019[20]

Spania Sub-23
- Medalia de argint la Jocurile Olimpice de vară: 2020[24]

Spania
- Campionatul European de Fotbal: 2024[30]
- Liga Națiunilor UEFA: 2022–23[28]